# Garbayuela
Garbayuela è un comune spagnolo di 557 abitanti situato nella comunità autonoma dell'Estremadura.